# Tyto manusi
La lechuza de campanario dorada o lechuza de la Manus (Tyto manusi) es una especie de ave estrigiforme de la familia Tytonidae.

## Distribución
Es endémica de las selvas de la isla Manus (Papúa Nueva Guinea).

## Estado de conservación
Está amenazada por la pérdida de hábitat.